# Josef Klaus
Josef Klaus (Mauthen 15 augustus 1910 - Wenen 25 juli 2001) was een Oostenrijks politicus (ÖVP). Hij was van 2 april 1964 tot 21 april 1970 bondskanselier van Oostenrijk. Bij zijn overlijden in 2001 was hij de langstlevende bondskanselier in de geschiedenis van Oostenrijk.

## Biografie
Hij werd geboren in Kötschach-Mauthen als zoon van een meester-bakker. Hij bezocht het katholieke klein seminarie (Marianum) in Klagenfurt en studeerde vervolgens rechten aan de Universiteit van Wenen. Tijdens zijn studiejaren sloot hij zich aan bij de katholieke studentenorganisaties KÖStV Rudolfina en CV/ÖCV. Hij promoveerde in 1934 als doctor in de rechten en werkte achtereenvolgens voor de enige toegestane vakbond en vervolgens als jurist bij de Arbeiterkammer, het corporatieve orgaan waar de belangenorganisatie voor werknemers vertegenwoordigd was. Na de Anschluss werd hij uit de overheidsdienst ontslagen.
Tijdens de Tweede Wereldoorlog (1939-1945) was Klaus militair bij de Wehrmacht. Hij diende onder meer als stafofficier onder generaal Heinz Guderian. Hij vocht in Polen, Frankrijk, Finland en de Sovjet-Unie. Begin 1945 werd hij krijgsgevangen gemaakt. Na de oorlog opende hij een advocatenkantoor in Hallein, Salzburg.
Klaus was politiek actief voor de christendemocratische Österreichische Volkspartei (ÖVP) en werd in 1948 districtsvoorzitter van die partij in Tennengau. Van 1949 tot 1961 was hij gouverneur (Landeshauptmann) van de deelstaat Salzburg. Na het aftreden van Julius Raab als bondskanselier in 1961 wierp Klaus zich op als een van de "jeugdige" voormannen van de hervormingsgezinde vleugel van de ÖVP. Op 11 april 1961 werd Klaus als bondsminister van Financiën opgenomen in het kabinet-Gorbach I en onderhandelde in die functie met de Russen over de laatste herstelbetalingen die het land nog moest voldoen aan de Sovjet-Unie (februari 1964).

### Bondskanselier(1964-1970)
Op 20 september 1963 werd Klaus gekozen tot bondsvoorzitter van de ÖVP die zojuist een nieuw en hervormingsgezind partijprogramma had aangenomen. Na het ontslag van Gorbach als bondskanselier werd Klaus benoemd tot formateur en onderhandelde namens de ÖVP met de sociaaldemocratische SPÖ over een nieuwe bondsregering die op 2 april van dat jaar aantrad. Een van zijn voornaamste verdiensten in de eerste periode van zijn kanselierschap was het sluiten van een overeenkomst met Italië over de problematiek in dat laatste land omtrent de Duitse minderheid in Zuid-Tirol.
Bij de parlementsverkiezingen van 1966 behaalde de ÖVP onder Klaus een absolute meerderheid in de Nationale Raad. Ondanks het feit dat ÖVP nu alleen kon gaan regeren wilde Klaus toch liever de coalitie met de SPÖ hernieuwen. De SPÖ, die onder leiding stond van Bruno Kreisky, voelde echter weinig voor een nieuwe coalitie met de christendemocraten waarna Klaus besloot om een ÖVP-kabinet te vormen die op 19 april 1966 aantrad. In juni 1967 maakte de Oostenrijkse regering een begin aan gesprekken met de Europese Economische Gemeenschap (EEG) over toetreding. Uiteindelijk zou Oostenrijk op 1 januari 1995 toetreden tot de Europese Gemeenschap (EG).
Nu de SPÖ geen deel meer uitmaakte van de regering kwam het geregeld tot botsingen. In juni 1966 beëindigde de regering de proportionele vertegenwoordiging van SPÖ en ÖVP in de bestuursraad van de radio- en televisieomroep ORF waardoor deze omroep een zelfstandige positie kreeg. De SPÖ was fel tegen deze actie van de bondsregering omdat zij hierin een breuk zagen t.o.v. afspraken die in het verleden waren gemaakt.
De ÖVP verloor de landelijke verkiezingen van 1 maart 1970. De SPÖ werd voor het eerst in de naoorlogse geschiedenis de grootste partij en Bruno Kreisky vormde een minderheidskabinet gedoogd door de rechts-nationalistische FPÖ. Hiermee kwam er een einde aan het bondskanselierschap van Klaus, die zich terugtrok uit de actieve politiek. Wel bleef hij tot aan zijn dood een belangrijk spreker op (partij)bijeenkomsten.
Josef Klaus overleed op 90-jarige leeftijd, op 25 juli 2001 in Wenen. Een Requiemmis op 11 september van dat jaar in de Stephansdom viel samen met de terroristische aanslagen in de Verenigde Staten van Amerika.

## Onderscheidingen
- Ring van het Land Salzburg (1961)
- Grote Ereteken van het Land Salzburg (1971)
- Eresenator van de Universiteit van Salzburg (1972)
- Grootkruis met ereteken van het Land Salzburg (1980)
- Grote Gouden Ereteken met de Ster van Verdienste voor de Republiek Oostenrijk (1954)
- Grote Zilveren Ereteken aan het Lint voor Verdienste voor de Republiek Oostenrijk (1960)
- Grote Gouden Ereteken aan het lint voor Verdienste voor de Republiek Oostenrijk (1964)